# Liste des stratégies de camouflage

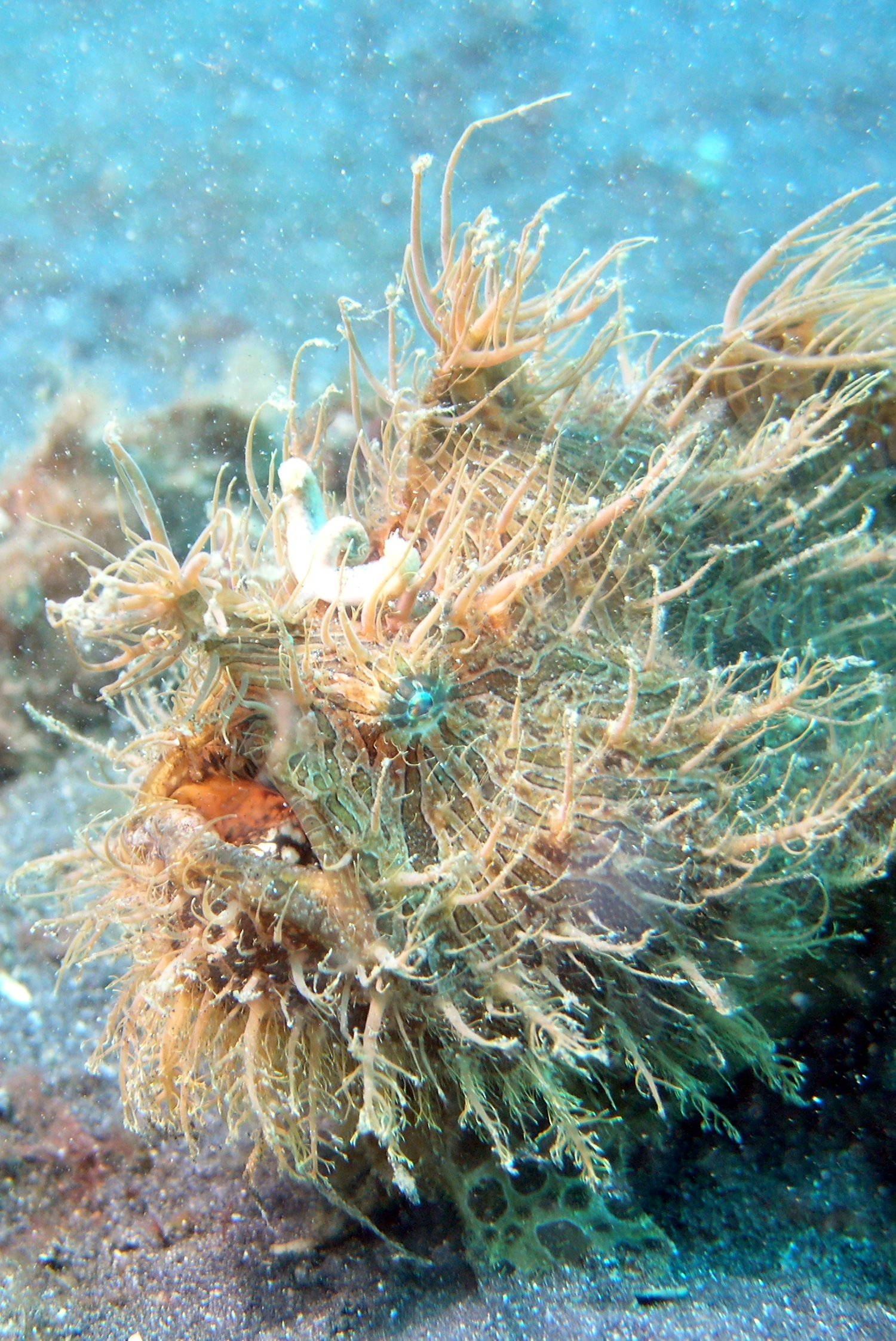
Le poisson antennarius striatus possède un camouflage adapté à la vie dans les fonds marins subtropicaux.

Le camouflage est une technique qui permet la dissimulation d'un animal ou d'un équipement (souvent militaire), par une variété de méthodes dans le but de rester inaperçu. Cela comprend toutes les techniques retardant l'identification de l'objet, tel que le camouflage disruptif (camouflage Dazzle) à haut contraste utilisé notamment sur les uniformes militaires.
La notion de camouflage implique aussi la tromperie, que ce soit en se fondant dans l'arrière-plan ou en ressemblant à un objet particulier, qui est parfois clairement visible par les observateurs,. Cet article répertorie les méthodes utilisées par les animaux et les militaires pour rester incognito.

## Conventions utilisées dans le tableau
Les différents types de camouflages utilisés par les animaux terrestres, aériens et aquatiques, ainsi que dans le domaine militaire, sont comparés dans le tableau. Les méthodes sont souvent combinés, comme chez le Guib harnaché qui mélange l'ombre inversée (sur l'ensemble de leur corps) avec des couleurs disruptives (petites taches pâles). Jusqu'à l'identification de l'ombre inversée dans les années 1890, l'utilisation des couleurs dans le camouflage de protection été considérée comme étant essentiellement une question de correspondance des couleurs, et même si cette spécificité est importante, de nombreuses autres méthodes pour fournir un camouflage efficace existent.
Une donnée marquée comme "Dominante", indique que cette méthode est utilisée majoritairement dans le dit environnement. Par exemple, l'ombre inversée est très répandue chez les animaux terrestres, mais rare pour les camouflages militaires.

Par ailleurs, les camouflages terrestres dominants sont l'ombre inversée  et les couleurs disruptives, mais souvent accompagnés par d'autres méthodes moins fréquentes.

Pour l'océan, les techniques dominantes reposent sur les concepts de transparence, de réflexion, et de contre-illumination. La transparence et la réflexion sont dominants dans les 100 premiers mètres; la contre-illumination est dominante de 100 mètres à 1000 mètres. La plupart des animaux marins utilisent une ou plusieurs de ces méthodes.
Les camouflages militaires s'appuient principalement sur le concept de rupture, bien que d'autres méthodes telle que la disruption de contour sont également utilisées, dont certaines sont prototypées. 
En 1890, le zoologiste anglais Edward Bagnall Poulton catégorise les couleurs des animaux en fonction de leurs utilisations, couvrant à la fois les techniques de camouflage et de mimétisme. Ces catégories pertinentes ont été largement approuvées par Hugh Cott en 1940, et se retrouvent dans le tableau ci-dessous. Quand la définition de Poulton se rapporte à une méthode de camouflage sans la nommer explicitement, la catégorie est nommée entre parenthèses.

## Tableau de comparaisons
| Méthode | Catégories de Poulton | Animaux terrestres et aériens                                                         | Animaux aquatiques                                                                                         | Equipements militaires |
| --- | --- | ------------------------------------------------------------------------------------- | --- | --- |
| Mimétisme Ressembler à quelque chose sans intérêt pour l'observateur. | Ressemblance agressive spécifique Utilisé par un prédateur pour ne pas effrayer sa proie.                                                | Mante orchidée                                                                        | Poissons-grenouilles                                                                                       | Faux pare-soleils dans l'opération Bertram |
| Mimétisme Ressembler à quelque chose sans intérêt pour l'observateur. | Ressemblance protective spécifique Ressembler à un objet particulier pour éviter d'attirer l'attention du prédateur.                     | Dead leaf butterfly                                                                   | Soft coral spider crab                                                                                     | Observation tree, 1916 |
| Correspondance de couleur Avoir les mêmes couleurs que son environnement. | Ressemblance protective générale Ressembler à l'arrière-plan de manière générale.                                                        | Rainette verte                                                                        | Salmo trutta                                                                                               | Utilisation de la couleur khaki, uniforme de 1910 |
| Couleurs disruptives Avoir des couleurs hautement contrastées, rendant l'objet plus difficile à discerner en masquant ses limites.                                                                                        | Ressemblance protective générale | Podarge papou Dominant                                                                | Antennarius commerson                                                                                      | Camouflage DPM (Disruptive Pattern Material) Dominant |
| Masque oculaire disruptif (en) Un pattern disruptif qui recouvre ou contourne les yeux, les masquant. | Motif disruptif coïncident (Cott) | Grenouille rousse                                                                     | Chevalier lancier                                                                                          | Canon d'un Sherman Firefly |
| Modifications saisonnales Avoir une coloration qui change avec les saisons, souvent entre l'été et l'hiver. | Ressemblance protective générale variable Posséder une coloration qui ressemble au décor d'une saison, de manière générale               | Lièvre arctique                                                                       | — | Equipements pour la neige l'hiver |
| Ombre inversée de côté Avoir un dégradé coloré allant du sombre au clair, et se mélangeant avec les ombres naturelles lorsque vue de côté.                                                                                | — | Guib harnaché Dominant                                                                | Requin bleu                                                                                                | Armement de Hugh Cott |
| Ombre inversée dessus/dessous Avoir différents paternes ou couleurs au-dessus et au-dessous, pour camoufler la face supérieure de l'observateur en hauteur et camoufler la face inférieure d'un observateur en contrebas. | — | Goéland (les plumes blanches sous l'animal se mélangent au ciel, facilitant la pêche) | Penguins                                                                                                   | Supermarine Spitfire |
| Contre-illumination Génération de lumière pour augmenter la luminosité d'un objet et se fondre dans un décor plus lumineux.                                                                                               | — | —                                                                                     | Watasenia scintillans,Le dessous de l'animal marin par rapport à la surface de la mer Dominant (100–1000m) | Éclairage Yehudi (prototype) |
| Transparence Laisser un maximum de lumière passer à travers l'objet pour rendre son identification plus difficile dans des conditions lumineuses classiques.                                                              | Ressemblance protective générale | Grenouilles de verre                                                                  | Cténophore Dominant (0–100m)                                                                               | Essais en 1916 |
| Réflexion (argenture) Refléter assez de lumière, généralement depuis les côtés de l'objet, pour le confondre avec l'environnement.                                                                                        | Ressemblance protective générale | —                                                                                     | Sardine Dominant (0–100m)                                                                                  | — |
| Décoration Se couvrir de matériaux issus de l'environnement. | Protection fortuite Se recouvrir avec des matériaux trouvés dans l'environnement                                                         | Réduve masqué                                                                         | Crabe décoratif                                                                                            | Tenue ghillie |
| Dissimulation d'ombre Posséder des caractéristiques comme des brides ou corps aplati pour réduire ses ombres. | — | Draco indochinensis                                                                   | Requin-tapis barbu                                                                                         | Filet de camouflage |
| Contour irrégulier Posséder un contour complexe ou morcelé | Ressemblance protective spéciale | Robert-le-Diable                                                                      | Hippocampe feuille                                                                                         | Gaze et branches |
| Distraction Posséder une coloration détournant l'attention d'un observateur d'une zone importante (comme la tête ou les yeux).                                                                                            | — | Paon-du-jour                                                                          | Poisson-papillon à quatre yeux                                                                             | Fausse vague en arc sur l'avant d'un bateau |
| Marquages distrayants Petites marques qui gênent un observateur dans la reconnaissance de l'objet dans son ensemble. | — | Harfang des neiges                                                                    | — | Camouflage pour la neige utilisant des petits marquages distrayants |
| Camouflage actif Changer sa coloration rapidement pour maintenir la ressemblance avec le décor | Ressemblance protective ou agressive variable Coloration variable pour ressembler au décor, respectivement chez le prédateur et la proie | Caméléon casqué                                                                       | Octopodes                                                                                                  | Adaptiv est une technologie de camouflage active développée par BAE Systems AB pour protéger les véhicules militaires de la détection par des dispositifs de vision nocturne infrarouge lointain, offrant une furtivité infrarouge. |
| Camouflage de mouvement Suivre un chemin tel que l'objet reste entre un point de départ et la cible (par exemple une proie) à tout moment, plutôt que d'aller directement vers la cible                                   | — | Syrphide                                                                              | — | Missile air-air Utilisé principalement pour l'efficacité |
| Dazzle de mouvement Déplacer rapidement un motif audacieux de rayures contrastées, déroutant l'analyse visuelle d'un observateur,                                                                                         | — | Zebra                                                                                 | — | Proposition seulement (Le camouflage Dazzle utilisé sur les bateaux ne revendique pas cet effet) |
| Camouflage Dazzle Motifs audacieux de rayures contrastées trompant l'ennemi sur le cap du navire. | — | —                                                                                     | — | Camouflage des bateaux, surtout pendant la Première Guerre Mondiale Dominant 1917–1918 |